# Antonio Ferrante Gonzaga
Antonio Ferrante Gonzaga (Guastalla, 9 dicembre 1687 – Guastalla, 16 aprile 1729) era figlio del duca Vincenzo Gonzaga e di Maria Vittoria Gonzaga, figlia di suo cugino Ferrante III Gonzaga, duca di Guastalla. Successe al padre a partire dal 28 aprile 1714.

## Biografia
Antonio Ferdinando era però inadatto a regnare sul ducato, già provato dalla guerra di successione spagnola, quando gli eserciti austriaco e francese lo avevano devastato. Infatti era un bifolco, rozzo, ignorante e sciancato; la sua unica preoccupazione era la caccia, che lo portò prematuramente alla morte: rientrato una sera da una partita di caccia, il giovane duca, stanco e fradicio per la pioggia, temendo un'infreddatura, si spogliò, si fece frizionare il corpo con l'alcol, si avvicinò nudo al camino e prese fuoco. Morì il 16 aprile 1729, a soli 41 anni, dopo tre giorni di atroce agonia.

## Discendenza
Egli sposò in prime nozze Margherita Cesarini ed alla morte di questa, si risposò il 23 febbraio 1727 con Teodora d'Assia (6 febbraio 1706-23 gennaio 1784), figlia del Langravio Filippo d'Assia-Darmstadt.
Il matrimonio non diede eredi ed alla morte di Antonio Ferrante, gli succedette il fratello minore Giuseppe Maria.

## Ascendenza
|                          |                   |                     | Genitori                   |  |  | Nonni |  |  | Bisnonni            |  |  | Trisnonni        |  |
|                          |                   |                     |                            |  |  |       |  |  | Ferrante II Gonzaga |  |  | Cesare I Gonzaga |  |
|                          |                   |                     |                            |  |  |       |  |  | Ferrante II Gonzaga |  |  | Cesare I Gonzaga |  |
|                          |                   | Camilla Borromeo    |                            |  |  |       |  |  | Ferrante II Gonzaga |  |  |                  |  |
| Andrea Gonzaga           |                   |                     |                            |  |  |       |  |  | Ferrante II Gonzaga |  |  |                  |  |
|                          |                   | Vittoria Doria      | Gianandrea Doria           |  |  |       |  |  |                     |  |  |                  |  |
|                          |                   | Vittoria Doria      | Gianandrea Doria           |  |  |       |  |  |                     |  |  |                  |  |
|                          |                   | Vittoria Doria      | Zanobia Del Carretto Doria |  |  |       |  |  |                     |  |  |                  |  |
| Vincenzo Gonzaga         |                   | Vittoria Doria      |                            |  |  |       |  |  |                     |  |  |                  |  |
|                          |                   | ...                 | …                          |  |  |       |  |  |                     |  |  |                  |  |
|                          |                   | ...                 | …                          |  |  |       |  |  |                     |  |  |                  |  |
|                          |                   | ...                 | …                          |  |  |       |  |  |                     |  |  |                  |  |
| Laura Crispiano          |                   | ...                 |                            |  |  |       |  |  |                     |  |  |                  |  |
|                          |                   | ...                 | …                          |  |  |       |  |  |                     |  |  |                  |  |
|                          |                   | ...                 | …                          |  |  |       |  |  |                     |  |  |                  |  |
|                          |                   | ...                 | …                          |  |  |       |  |  |                     |  |  |                  |  |
| Antonio Ferrante Gonzaga |                   | ...                 |                            |  |  |       |  |  |                     |  |  |                  |  |
|                          | Cesare II Gonzaga | Ferrante II Gonzaga |                            |  |  |       |  |  |                     |  |  |                  |  |
|                          | Cesare II Gonzaga | Ferrante II Gonzaga |                            |  |  |       |  |  |                     |  |  |                  |  |
|                          | Cesare II Gonzaga | Vittoria Doria      |                            |  |  |       |  |  |                     |  |  |                  |  |
| Ferrante III Gonzaga     | Cesare II Gonzaga |                     |                            |  |  |       |  |  |                     |  |  |                  |  |
|                          |                   | Isabella Orsini     | Virginio Orsini            |  |  |       |  |  |                     |  |  |                  |  |
|                          |                   | Isabella Orsini     | Virginio Orsini            |  |  |       |  |  |                     |  |  |                  |  |
|                          |                   | Isabella Orsini     | Flavia Damasceni Peretti   |  |  |       |  |  |                     |  |  |                  |  |
| Maria Vittoria Gonzaga   |                   | Isabella Orsini     |                            |  |  |       |  |  |                     |  |  |                  |  |
|                          |                   | Alfonso III d'Este  | Cesare d'Este              |  |  |       |  |  |                     |  |  |                  |  |
|                          |                   | Alfonso III d'Este  | Cesare d'Este              |  |  |       |  |  |                     |  |  |                  |  |
|                          |                   | Alfonso III d'Este  | Virginia de' Medici        |  |  |       |  |  |                     |  |  |                  |  |
| Margherita d'Este        |                   | Alfonso III d'Este  |                            |  |  |       |  |  |                     |  |  |                  |  |
|                          |                   | Isabella di Savoia  | Carlo Emanuele I di Savoia |  |  |       |  |  |                     |  |  |                  |  |
|                          |                   | Isabella di Savoia  | Carlo Emanuele I di Savoia |  |  |       |  |  |                     |  |  |                  |  |
|                          |                   | Isabella di Savoia  | Elisabetta di Valois       |  |  |       |  |  |                     |  |  |                  |  |
|                          |                   | Isabella di Savoia  |                            |  |  |       |  |  |                     |  |  |                  |  |